# 시노노메 유우코는 단편소설을 사랑한다
《시노노메 유우코는 단편소설을 사랑한다》(일본어: 東雲侑子は短編小説をあいしている しののめゆうこはたんぺんしょうせつをあいしている[*])는 모리하시 빙고가 쓴 일본의 라이트노벨이다. 일러스트는 Nardack이 담당하고 있다. 일본에서는 패미통 문고에서 2011년 9월부터 2012년 5월까지 총 3권이 발행되었다. 한국에서는 L 노벨에 의해 2013년 1월부터 2013년 3월까지 총 3권이 전부 발행되었다.

## 개요
제1권 〈시노노메 유우코는 단편소설을 사랑한다〉은 패미통 문고의 오피셜 Web 매거진의 〈FB Online〉의 2011년 4월호부터 8월호까지 연재된 후, 가필 수정하여 문고본으로 출간하였다. 제1권이 발매된 뒤에는 FB Online에서 발매 기념 특집페이지가 공개되었다. 그리고 작품 속의 작품인 〈로미에 마리가나의 열린 세계〉의 요타카 문고판 북커버가 기간한정으로 PDF형식으로 배포되었다 (2011년 10월 26일까지).
2011년 12월에는 속편인 〈시노노메 유우코는 연애소설을 사랑하기 시작한다〉가 2012년 5월에는 완결편인 〈시노노메 유우코는 모든 소설을 계속 사랑한다〉가 발행되었다. 시리즈로써 번호를 매기지 않고, 속편의 제목을 바꾼 이유로 작가는 〈시노노메 유우코는 단편소설을 사랑하기 시작한다〉라는 제목은 제1권의 이야기를 위해서 만든 것이기 때문에 장대한 이야기를 특정하는 것이 아닌 평범한 일상 이야기에 장편감을 나타내기 위해라고 2권의 후기에 적혀있다. 일본어로 한 글자 씩 늘어나는 것으로 장편감을 나타낸 것처럼 우리나라에 번역될 때도 한 단어 씩 늘어나면서 문장이 길어지게 번역되었다.
작중의 중간중간에는 본편의 등장인물의 시노노메 유우코가 니시조노 유우코라는 이름으로 단편소설의 일부가 순서대로 삽입되어 있는데, 작중 유우코의 심정이 간접적으로 표현되어 있다. 삽입되어 있는 단편소설은 제1권은 〈로미에마리가나의 열린 세계〉, 제2권에서는 〈애증〉, 제3권에서는 〈연애학사〉(단편집)이다.

## 단행본 목록

### 소설
- 시노노메 유우코는 단편소설을 사랑한다 (2011년 10월 12일 초반 발행, 2011년 9월 30일 발매, ISBN 978-4-04-727522-5)
- 시노노메 유우코는 연애소설을 사랑하기 시작한다 (2012년 1월 5일 초반 발행, 2011년 12월 26일 발매, ISBN 978-4-04-727720-5)
- 시노노메 유우코는 모든 소설을 계속 사랑한다 (2012년 6월 11일 초반 발행, 2012년 5월 30일 발매, ISBN 978-4-04-728077-9)

### 만화
- 시노노메 유우코는 단편소설을 사랑한다 (2013년 9월 26일 초반 발행, 2013년 9월 14일 발매, ISBN 978-4-04-729131-7)